# Rio Dungu
O Rio Dungu é um rio da Romênia, afluente do Zizin, localizado no distrito de Braşov.